# Cymothoa curta
Cymothoa curta is een pissebed uit de familie Cymothoidae. De wetenschappelijke naam van de soort is voor het eerst geldig gepubliceerd in 1884 door Schiödte & Meinert.